# Grand Standard Orchestra
Grand Standard Orchestra – album zespołu jazzowego o tej samej nazwie tworzonego i kierowanego każdorazowo przez polskiego muzyka jazzowego Jana Ptaszyna Wróblewskiego. Grand Standard Orchestra składała się z orkiestry smyczkowej, sekcji rytmicznej oraz zapraszanych solistów. W zależności od potrzeb, do poszczególnych nagrań angażowani bywali też inni muzycy (grający na instrumentach drewnianych, blaszanych czy perkusyjnych). 
Nagrania realizowane były przez Program III Polskiego Radia. Płyta ukazała się jako nagranie promocyjne, edycja specjalna dla Klubu płytowego PSJ: Biały Kruk Czarnego Krążka. Winylowy album wydany został w 1982 przez PolJazz (PSJ 98). Tłoczenie: Pronit Pionki.
Album ten ukazał się także jako wydawnictwo wytwórni Pronit (na licencji Wydawnictwa Płytowego „Poljazz”). 
Wydawnictwo to miało inną okładkę: z nazwą zespołu i parą saksofonów.

## Muzycy
- Wojciech Karolak – fortepian, fortepian elektryczny
- Janusz Muniak – saksofon tenorowy
- Tomasz Stańko – trąbka
- Tomasz Szukalski – saksofon tenorowy
- Jan „Ptaszyn” Wróblewski – saksofon barytonowy
- zespół instrumentów smyczkowych orkiestry Polskiego Radia

## Lista utworów
Strona A
| 1. | "Smykałka" solo: Tomasz Szukalski – saksofon tenorowy (Jan „Ptaszyn” Wróblewski)       | 4:50  |
|    |                                                                                        |       |
| 2. | "Pechowy szczęściarz" solo: Tomasz Szukalski – saksofon tenorowy (Wojciech Karolak)    | 5:55  |
|    |                                                                                        |       |
| 3. | "Byle jak" solo: Wojciech Karolak – fortepian (Wojciech Karolak)                       | 4:33  |
|    |                                                                                        |       |
| 4. | "Ventilissimus" solo: Wojciech Karolak – fortepian elektryczny(Jan Ptaszyn Wróblewski) | 4:17  |
|    |                                                                                        |       |
|    |                                                                                        | 19:35 |
|    |                                                                                        |       |
Strona B
| 1. | "Życie klezmera" solo: J. Pt. Wróblewski – saksofon barytonowy(Jan Ptaszyn Wróblewski) | 4:30  |
|    |                                                                                        |       |
| 2. | "Ruby" solo: Tomasz Stańko – trąbka (Heinz Roemheld)                                   | 4:03  |
|    |                                                                                        |       |
| 3. | "Grawitacja" solo: Tomasz Stańko – trąbka (Jan „Ptaszyn” Wróblewski)                   | 4:20  |
|    |                                                                                        |       |
| 4. | "Makin’ Whoopee" solo: Janusz Muniak – saksofon tenorowy (Walter Donaldson)            | 3:12  |
|    |                                                                                        |       |
| 5. | "Body and Soul" solo: Janusz Muniak – saksofon tenorowy (Johnny Green, Edward Heyman)  | 3:26  |
|    |                                                                                        |       |
|    |                                                                                        | 19:31 |
|    |                                                                                        |       |

## Informacje uzupełniające
- Realizacja – Program III Polskiego Radia
- Czas trwania – strona A: 20:00, strona B: 19:45 (czasy podane na naklejce płyty)
- Aranżacja – Jan „Ptaszyn” Wróblewski (A:1,4; B:1-5)
- Aranżacje – Wojciech Karolak (A: 2,3)
- Projekt okładki – Andrzej Śmigielski
- Redaktor – Marek Cabanowski
- Tekst (omówienie) na płycie – Jan Borkowski